# Pachygaster characta
Pachygaster characta är en tvåvingeart som beskrevs av Kraft och Cook 1961. Pachygaster characta ingår i släktet Pachygaster och familjen vapenflugor. Inga underarter finns listade i Catalogue of Life.